# 5641 (année hébraïque)
5641 (hébreu : ה'תרמ"א , abbr. : תרמ"א) est une année hébraïque qui a commencé à la veille au soir du 6 septembre 1880 et s'est finie le 23 septembre 1881. Cette année a compté 383 jours. Ce fut une année embolismique dans le cycle métonique, avec deux mois de Adar - Adar I et Adar II. Ce fut la sixième année depuis la dernière année de chemitta.

## Calendrier
Ce calendrier hébraïque de l'année 5641 donne les correspondances avec les dates du calendrier grégorien.
Le premier nombre dans chaque case correspond au jour du mois hébraïque. Les jours en couleurs sont des jours remarquables juifs .
| ◄◄ | 5641 | ►► |

## Naissances
- Abram Ioffé
- Jacob Epstein

## Décès
- Benjamin Disraeli

5636 - 5637 - 5638 - 5639 - 5640 - 5641 - 5642 - 5643 - 5644 - 5645 - 5646